# Inkey Alice
Inkey Alice (néhol tévesen Inkei Alíz) (Budapest, 1940. április 7.) Balázs Béla-díjas fotográfus, fotóművész, standfotós, szakíró.
Több évtizedes munkája során 54 játékfilm és 58 televíziós film standfotóit készítette a színészportrékon kívül.
Édesapja, Inkey Tibor szintén fotóművész. A világháború előtt számos magyar film standfotóit készítette. Nagybátyja, Szőts István filmrendező, nagynénje, Szellay Alice filmszínésznő.
Számos emlékezetes művészi portrét készített filmesekről (Illés György), színészekről (Latinovits Zoltán, Dajka Margit, Esztergályos Cecília). De olyan ismert közéleti szereplőkről is, mint Újhelyi Szilárd.

## Életpályája
Édesapja révén először a Budapesti Fényképész Szövetkezetben volt tanuló, majd a Filmgyárban helyezkedett el, ahol elsősorban jelenetfotózás volt a feladata, de a kezdetektől készített portréfotókat színészekről, színésznőkről.
Tanítómesterének - mint oly sokan - Illés György operatőrt tekinti.
Sokat és szívesen dolgozott együtt olyan híres rendezőkkel, operatőrökkel, mint például Fábri Zoltán, Bacsó Péter, Kovács András, Kósa Ferenc, Sára Sándor és Szécsényi Ferenc.
Színészportréi gyakran jelentek meg a Film Színház Muzsika, Filmvilág és egyéb korabeli újságokban, címlapjain.
Nyugdíjba vonulása után kezdett írni. Első könyvében, az Alsógödi Amarcordban gyermekkora és egy kisváros hangulatát jeleníti meg.
Újabb könyvében filmgyári emlékeit dolgozta fel saját fotóival gazdagon illusztrálva.

## Kiállítások
- Szécsényi Ferenc köszöntése, (Inkey Tibor és Inkey Alice kiállítása ), Mafilm, Budapest, 2012
- Fotókiállítás Inkey Alice fotográfus művészportréiból, Benczúr Ház, Budapest, 2014
- Színészlegendák képkeretben, Örkény István Könyvesbolt Cultiris Galériája, Budapest, 2014

## Könyvei
- Alsógödi Amarcord, Folpress Kiadó, Budapest, 2006, ISBN 978-963-8709-87-5
- No de Alizka!... Kép-mesék a magyar film történetéből, Noran Libro Kiadó, Budapest, 2013, ISBN 978-615-5274-41-1

## Néhány ismertebb film és tévéjáték, amelyeknél standfotós volt
| - Mici néni két élete, 1962 - Ítélet, 1970 - A sípoló macskakő, 1971 - Hószakadás, 1974 - A kenguru, 1976 - Zongora a levegőben, 1976 - Kísértet Lublón, 1976 - A kard, 1977 - Riasztólövés, 1977 - Nem élhetek muzsikaszó nélkül, 1978 - K. O., 1978 - Októberi vasárnap, 1979 - Naplemente délben, 1980 | - A Pogány Madonna, 1981 - Ideiglenes paradicsom, 1981 - Vőlegény, 1982 - Gyertek el a névnapomra, 1983 - Hatásvadászok, 1983 - A vörös grófnő, 1985 - Kreutzer szonáta, 1987 - Iskolakerülők, 1989 - Ismeretlen ismerős, 1989 - Égető Eszter, 1989 - Fidelio, 1991 - István király, 1992 - Szökés, 1997 |

## Díjak, elismerések
- Balázs Béla-díj, 1996